# Bielawy (jezioro)
Bielawy (kasz. Jezoro Biélawë) – przepływowe jezioro morenowe i wytopiskowe, położone w mezoregionie Bory Tucholskie, na obszarze Kaszub Południowych, w gminie Dziemiany, w powiecie kościerskim województwa pomorskiego, na obszarze Wdzydzkiego Parku Krajobrazowego. Powierzchnia całkowita jeziora wynosi 60,77 ha. Połączone z akwenem jezior Wyrówno i Osty.